# Egito nos Jogos Olímpicos de Verão de 1956
Egito competiu nos Jogos Olímpicos de Verão de 1956, mas apenas nas competições de hipismo que se realizaram em Estocolmo, na Suécia.
Devido as regras de quarentena na Austrália, as provas equestres tiveram que ser disputadas alguns meses antes das demais competições em Melbourne, com o Egito enviando três ginetes para Estocolmo, sem conquistar medalhas. Foi a oitava aparição do país nos Jogos Olímpicos.
Quando os Jogos começaram em Melbourne, o Egito estava envolvido na Crise de Suez contra o Reino Unido e a França, que apoiavam Israel no controle do recém-nacionalizado Canal de Suez. Por essa razão, a delegação decidiu boicotar os Jogos de 1956, no que foi acompanhado por Iraque e Líbano.

## Competidores
Esta foi a participação por modalidade nesta edição:
| Esporte | Masculino | Feminino | Total |
| ------- | --------- | -------- | ----- |
| Hipismo | 3         | 0        | 3     |
| Total   | 3         | 0        | 3     |

## Desempenho

### Hipismo
Saltos
| Atleta                                         | Cavalo                       | Evento     | Rodada 1 | Rodada 1 | Rodada 2 | Rodada 2 | Total  | Total | Ref.  |
| Atleta                                         | Cavalo                       | Evento     | Faltas   | Pos.     | Faltas   | Pos.     | Faltas | Pos.  | Ref.  |
| ---------------------------------------------- | ---------------------------- | ---------- | -------- | -------- | -------- | -------- | ------ | ----- | ----- |
| Mohamed Selim Zaki                             | Inch'Allah                   | Individual | 16.00    | =12º     | 4.00     | =5º      | 20.00  | 9º    | [ 5 ] |
| Gamal Haress                                   | Nefertiti II                 | Individual | 20.00    | =20º     | 20.00    | =21º     | 40.00  | =21º  | [ 5 ] |
| Omar El-Hadary                                 | Auer                         | Individual | 88.50    | 48º      | DNF      | DNF      | DNF    | DNF   | [ 5 ] |
| Mohamed Selim Zaki Gamal Haress Omar El-Hadary | Inch'Allah Nefertiti II Auer | Equipes    | 124.50   | 12º      | DNF      | DNF      | DNF    | DNF   | [ 6 ] |

Legenda
| Recorde mundial      | Recorde mundial (World record)               |                       | Recorde africano                      | Recorde africano (African) |                                           | Q | Classificado por posição (Qualified) |
| Recorde olímpico     | Recorde olímpico (Olympic record)            | Recorde da América    | Recorde da América (Americas)         | q                          | Classificado por melhor tempo (Qualified) |   |                                      |
| Melhor marca do ano  | Melhor marca do ano (World leading)          | Recorde asiático      | Recorde asiático (Asian)              | DNS                        | Não largou (Did not start)                |   |                                      |
| Recorde nacional     | Recorde nacional (National record)           | Recorde europeu       | Recorde europeu (European)            | DNF                        | Não terminou (Did not finish)             |   |                                      |
| Recorde pessoal      | Recorde pessoal do atleta (Personal best)    | Recorde da Oceania    | Recorde da Oceania (Oceania)          | DSQ / DQ                   | Desclassificado (Disqualified)            |   |                                      |
| Recorde da temporada | Recorde da temporada do atleta (Season best) | Recorde sul-americano | Recorde sul-americano (South America) | NM                         | Sem marca (No mark)                       |   |                                      |